# Elegia (canção de New Order)
"Elegia" é uma canção instrumental da banda britânica de rock New Order, presente no terceiro álbum de estúdio da banda, Low-Life, lançado em 1985. Segundo declaração do baterista Stephen Morris, em entrevista à revista Select, em 1993, a versão apresentada no álbum, com quase 5 minutos, é apenas um trecho da canção original, com mais de 17 minutos. 
À época do lançamento do álbum, a banda declarou que a canção foi escrita em homenagem a Ian Curtis, falecido vocalista da também britânica Joy Division, banda anterior dos integrantes do New Order.
A canção foi incluída no curta-metragem indicado ao Óscar, More, do cineasta estadunidense Mark Osborne, lançado em 1998, e também aparece no filme Pretty in Pink, de John Hughes, lançado em 1986.
No ano de 2015, a canção foi usada em um dos trailers do jogo Metal Gear Solid V: The Phantom Pain.

## Relançamento
A versão completa da canção foi lançada em um EP de 2012. Este EP apresenta outras duas faixas: "5-8-6", do álbum Power, Corruption & Lies, de 1983, e "The Him", do primeiro álbum da banda, Movement, de 1981 (esta, também dedicada a Curtis).